# Zinsbachtal
Das Landschaftsschutzgebiet Zinsbachtal ist ein mit Verordnung der Unteren Naturschutzbehörde beim Landratsamt Freudenstadt vom 15. Dezember 1980 ausgewiesenes Landschaftsschutzgebiet (LSG-Nummer 2.37.027) auf dem Gebiet der Gemeinden Pfalzgrafenweiler und Wörnersberg.

## Lage und Beschreibung
Das Zinsbachtal ist ein Tal im Buntsandstein des Nordschwarzwalds. Das Schutzgebiet umfasst den westlichen Teil des Zinsbachtals. Es beginnt kurz nach der Quelle des Zinsbaches unterhalb von  Kälberbronn und endet an der Zinsbachmühle (⊙). Der östliche Teil des Tals bis zur Mündung des Zinsbaches in die Nagold gehört zum Geltungsbereich des Landschaftsschutzgebiets Nagoldtal.

## Schutzzweck
Wesentlicher Schutzzweck ist gemäß Schutzgebietsverordnung die
- Erhaltung des natürlichen Tales mit seinen zusammenhängenden Wiesenauen beiderseits des Zinsbaches mit seinem natürlichen Uferbewuchs.
- Sicherung eines für den nördlichen Schwarzwald typischen Landschaftsbildes für die erholungssuchende Bevölkerung.